# Cheech Wizard
Cheech Wizard est un personnage de la bande dessinée underground créé par le dessinateur Vaughn Bodé. Il apparait dans divers travaux, notamment le National Lampoon, de 1967 jusqu'à la mort de Vaughn Bodé en 1975.
Mystérieux personnage d'origine inconnue, le Cheech Wizard est constamment à la recherche d'un bon parti, d'une bière fraiche, et de jolies femmes. Le Cheech Wizard est souvent représenté dans le graffiti, les peintures murales et l'art de la rue, et a été maintes fois cité dans la musique pop.

## Publication
Les premières apparitions imprimées du Cheech Wizard se sont faites dans diverses publications de la contre-culture qui gravitaient autour du campus de l'université de Syracuse où Vaughn Bodé était scolarisé.
Les histoires du Cheech Wizard ont ensuite été publiées dans les Funny Pages du National Lampoon magazine de 1971 à 1975.
La premier recueil des histoires du Cheech Wizard a été édité en 1972 par Last Gasp. Toutes les histoires du Cheech Wizard ont ensuite été collectées et rééditées en deux volumes par Fantagraphics Books.
Le Cheech Wizard a été repris par Mark Bodé, le fils de Vaughn Bodé, dans Le Lézard d'Oz (Fantagraphics, 2004), un remake du Magicien d'Oz basé sur une idée originale de Vaughn Bodé.

## Apparence et personnalité
Le Cheech Wizard est un sorcier coiffé d'un bonnet phrygien jaune démesuré, avec des étoiles rouges et des étoiles noires, duquel on ne voit sortir que ses jambes.
Le Cheech Wizard parle une sorte de dialecte urbain. Il est généralement accompagné par son apprenti, un lézard nommé Razzberry. Le Cheech Wizard est un mauvais garçon, souvent ivre ou drogué. Son attitude à l'égard de ses collègues résidents de la forêt magique dans laquelle il vit (généralement des animaux mâles et des femmes humaines, ces dernières invariablement sous-habillées) est principalement le mépris. Sa réaction, en générale, à toute personne qui l'agace (et la liste est longue) est de lui envoyer un bon coup de pied dans les parties génitales. Mark Bodé a affirmé que le Cheech Wizard a été une sorte d'alter égo de son père. Un sale gosse à chapeau avec aucun respect pour personne; mais à l'opposé de Vaughn Bodé, qui lui était un timide.

## Dans la culture populaire
- En 2007, Puma a sorti une édition limitée de chaussures et sweat à capuche inspiré par Cheech Wizard (et conçu par Mark Bodé)[2].
- Le logo de Lucky Spin Enregistrements est basé sur les dessins de Razzberry[3]

### Musique
- Le morceau The Sounds of Science des Beastie Boys, de l'album Paul's Boutique de 1989 et Sure Shot, de l'album Ill Communication de 1994, font référence au Cheech Wizard.
- Aesop Rock traite du Cheech Wizard dans la chanson Fast Cars de l'album Fast Cars, Danger, Fire And Knives. Il dit : « It's A-E-S-O-P-R-O-C-K, the peak twister. Defender of the son of Vaughn Bodé's Cheech Wizard »
- Bundy K. Brown fait mention du Cheech Wizard dans le morceau Attention Span Deficit Disorder Disruption issu de l'album Post-Global Music de 1989.
- De 1990 à 2006 un groupe s'est appelé Cheech Wizard aux Pays-Bas.
- Un remix de The Sea and Cake a été réalisé par Bundy K. Brown en 2008, le titre du morceau est : Sporting Life The Cheech Wizard Meets Baby Ultraman In The Cool Blue Cave (Short stories about birds, trees, and the sports of life wherever you are).

## Publications en anglais
- The collected Cheech Wizard (Print Mint, 1972)
- Cheech Wizard, Schizophrenia #1 — Suck My Turnip (Last Gasp, 1973)
- Deadbone: the First Testament of Cheech Wizard, the Cartoon Messiah (Northern Comfort Communications, 1975)
- Vaughn Bodé's Cheech Wizard (Northern Comfort Communications, 1976)
- The Complete Cheech Wizard vols. 1-3 (Rip Off Press, 1986)
- Cheech Wizard vol. 1 (Fantagraphics, 1990)
- Cheech Wizard vol. 2 (Fantagraphics, 1991)
- The Lizard of Oz (Fantagraphics, 2004)